# Anita Szemraj
Anita Szemraj (ur. 12 stycznia 1989 w Pabianicach) – polska koszykarka grająca na pozycji skrzydłowej (obecnie nieaktywna) oraz prawnik.

## Życiorys

### Kariera seniorska
Jest wychowanką Miejskiego Towarzystwa Koszykówki w Pabianicach, bezpośredniego kontynuatora tradycji sportowych Włókniarza Pabianice. W ekstraklasowym zespole z Pabianic występowała od 2004. W 2009, po spadku zespołu z Pabianic, postanowiła opuścić rodzinne miasto i zasiliła szeregi INEI AZS Poznań. Po roku spędzonym w INEI przeniosła się do I ligi - do AZS PWSZ Konin, którego jest podstawową zawodniczką.

### Kariera juniorska
Największym sukcesem Anity Szemraj jest brązowy medal mistrzostw Europy kadetek z 2005. Dwa lata później zajęła 4. miejsce na mistrzostwach Europy juniorek.
Anita Szemraj występowała w Mistrzostwach Polski od wieku młodziczki. Na ostatnich MP, na których grała (2009), w kategorii Juniorek Starszych, znalazła się w czołówce najskuteczniejszych koszykarek.

### Studia
Anita Szemraj rozpoczęła studia w 2008 r. na Wydziale Prawa i Administracji Uniwersytetu Łódzkiego. Szybki rozwój kariery nie pozwolił jej dokończyć studiów. W 2009 r. rozpoczęła studia na Wydziale Prawa i Administracji Uniwersytetu im. Adama Mickiewicza w Poznaniu na kierunku administracja, a w 2011 r. równocześnie studia prawnicze. Tytuł magistra prawa uzyskała w 2015 r. broniąc pracy magisterskiej pt. "Postępowanie dowodowe w instancji odwoławczej w świetle nowelizacji Kodeksu postępowania karnego" (promotor: prof. zw. dr hab. Paweł Wiliński). Studia administracyjne zakończyła w 2012 r. uzyskując tytuł licencjata.

## Przebieg kariery
- do 2010 – PTK Pabianice (kontynuator tradycji sportowych Włókniarza Pabianice, występujący w tym okresie także pod nazwą MTK)
- 2009–2010 - INEA AZS Poznań
- 2010–2014 – MKS PWSZ Konin
- 2014-2015 - MUKS Poznań

## Osiągnięcia
Klubowe
- Brązowa medalistka mistrzostw Polski (2006)
- Awans do PLKK z MUKS-em Poznań (2015)

Reprezentacja
- Brązowa medalistka mistrzostw Europy kadetek (2005)